# Svavelskinn
Svavelskinn (Ceraceomyces sulphurinus) är en svampart som först beskrevs av Petter Adolf Karsten, och fick sitt nu gällande namn av J. Erikss. & Ryvarden 1978. Svavelskinn ingår i släktet Ceraceomyces och familjen Amylocorticiaceae.  Arten är reproducerande i Sverige. Inga underarter finns listade i Catalogue of Life.